# Рио-Негро (провинция)
Ри́о-Не́гро (исп. Río Negro) — провинция в центральной части Аргентины, на северной окраине Патагонии.
Рио-Негро является провинцией только с 27 июля 1955 года.

## Географическое положение
Рио-Негро граничит с провинцией Неукен (по реке Лимай) и с Чили на западе, с провинцией Мендоса и Ла-Пампа (по реке Рио-Колорадо) на севере, с провинцией Буэнос-Айрес на северо-востоке и с провинцией Чубут на юге по 42 параллели, причём граница с первыми тремя провинциями сходится в одной точке. На юго-востоке Рио-Негро омывается Атлантическим океаном.
На огромной территории провинции представлено большое количество разнообразных ландшафтов. На востоке и юге — типичный патагонский ландшафт: продуваемая ветрами степь, широкие просторы. На севере — долины рек Рио-Негро и Рио-Колорадо с умеренным климатом. Юго-запад провинции относится к южным Андам и является лидирующим по количеству выпадающих осадков районом Аргентины (более 2000 мм), в сравнении с 200 мм на основной части страны.
Лето в Рио-Негро — жаркое, а зимой может выпадать снег.
Основным источником воды на засушливых территориях провинции является река Рио-Негро, на которой расположено большинство населённых пунктов. 600 км Рио-Негро разделены между Альто-Валле (западная часть), Валле-Медио (центр) и Валле-Инфериор (восточная часть).

## История
Местные племена индейцев теуэльче жили на этой территории задолго до прибытия конкистадоров.
Первым исследователем, высадившимся на берега провинции, стал Фернан Магеллан в 1520 году. Священник Никола Маскарди основал миссию иезуитов на берегу озера Науэль-Уапи, у подножья Анд в 1670 году.
Доктору Франсиско Морено, выдающемуся исследователю и специалисту по охране окружающей среды, было разрешено использовать территорию вокруг озера, превращённую им в национальный парк.
В 1779 году Франсиско де Вьедма основал на противоположных берегах устья Рио-Негро два города: Мерседес-де-Патагонес (ныне Вьедма) и Кармен-де-Патагонес.
После майской революции была предпринята первая попытка изгнания коренного населения, и ещё до кампании генерала Хулио Архентино Роки численность местных племён была сокращена, и постоянная опасность их нападения исчезла. Франсиско Морено начал исследование Патагонии у озера Науэль-Уапи.
В начале XIX века провинция принимала переселенцев из Германии и Франции. Вскоре выращивание фруктов стало основной отраслью сельского хозяйства, а железная дорога соединила Альто-Валле с портами Атлантического океана.

## Население
Провинция мало населена. В верхнем течении Рио-Негро сосредоточено 40 % населения провинции вокруг городов Хенераль-Рока (70 000 жителей) и Чиполлетти (85 000 жителей).
Самым крупным городом является туристический центр Сан-Карлос-де-Барилоче (110 000 жителей) в Южных Андах, на побережье Атлантического океана раскинулась столица провинции — Вьедма (65 000 жителей).
Самый быстрорастущий город — портовый город Сан-Антонио-Оэсте и близлежащий курортный город Бальнеарио-лас-Грутас (25 000 жителей).
Значительную часть населения провинции составляют метисы (до 25 %), а исконно заселявшие до кампании генерала Рока (1860—1880) эту территорию индейцы теуэльче практически исчезли. Некоторое количество мапуче проживает в Южных Андах. В Сан-Карлос-де-Барилоче и его пригородах основную часть населения составляют потомки переселенцев из Германии, Швейцарии, Словении, Австрии. На севере провинции, в городке Чоэль-Чоэль (12 тыс.) живут русские старообрядцы. Население городов растёт в основном за счёт переселенцев из столичного региона и северных провинций страны.

## Административное деление
Административное деление провинции Рио-Негро отражено в Конституции провинции 1958 года. Провинция разделена на 13 департаментов. Общины разделены по количеству жителей на муниципалитеты (более 2000 жителей) и Comisiones de Fomento (менее 2 000 жителей).
| №  | Наименование        | Оригинальное наименование | Население, тыс. жит. (2001 г.) | Население, тыс. жит. (2010 г.) | Территория, км² | Плотность, чел./км² | Административный центр |
| 1  | Авельянеда          | Avellaneda                | 32,3                           | 35,3                           | 20379           | 1,7                 | Чоэле-Чоэль            |
| 2  | Адольфо-Альсина     | Adolfo Alsina             | 50,7                           | 57,7                           | 8813            | 6,5                 | Вьедма                 |
| 3  | Барилоче            | Bariloche                 | 109,8                          | 133,5                          | 5415            | 24,7                | Сан-Карлос-де-Барилоче |
| 4  | Вальчета            | Valcheta                  | 4,9                            | 7,1                            | 20457           | 0,3                 | Вальчета               |
| 5  | Вейнтисинко-де-Майо | Veinticinco de Mayo       | 13,2                           | 15,7                           | 27106           | 0,6                 | Макинчао               |
| 6  | Конеса              | Conesa                    | 6,3                            | 7,1                            | 9765            | 0,7                 | Хенераль-Конеса        |
| 7  | Ньоркинко           | Norquinco                 | 2,1                            | 1,7                            | 8413            | 0,2                 | Ньоркинко              |
| 8  | Нуэве-де-Хулио      | Nueve de Julio            | 3,5                            | 3,5                            | 25597           | 0,1                 | Сьерра-Колорада        |
| 9  | Пильканиеу          | Pilcaniyeu                | 6,1                            | 7,4                            | 10545           | 0,7                 | Пильканиеу             |
| 10 | Пичи-Мауида         | Pichi Mahuida             | 14,0                           | 14,1                           | 15378           | 0,9                 | Рио-Колорадо           |
| 11 | Сан-Антонио         | San Antonio               | 24,0                           | 29,3                           | 14015           | 2,1                 | Сан-Антонио-Оэсте      |
| 12 | Хенераль-Рока       | General Roca              | 281,7                          | 320,9                          | 14655           | 21,9                | Хенераль-Рока          |
| 13 | Эль-Куй             | El Cuy                    | 4,3                            | 5,3                            | 22475           | 0,2                 | Эль-Куй                |

## Экономика
Самой развитой отраслью экономики является сельское хозяйство в долинах рек Рио-Негро и Рио-Колорадо. Провинция выращивает 70 % урожая яблок и груш страны, большинство которых поставляется на экспорт (38 % в виде фруктов и 40 % — в виде концентрата соков) через порт Сан-Антонио-Оэсте. В Валле-Медио, кроме яблок и груш, выращиваются помидоры, лук и прочие овощи. Развито виноградарство.
Промышленность представлена почти исключительно лишь в высокогорной долине Рио-Негро (Хенераль-Рока, Вилла-Регина, Чиполлетти). Большое значение имеет овцеводство. 13 % национальных запасов баранины и шерсти поставляется из Рио-Негро.
Вокруг Эль-Больсона выращиваются ягоды и хмель (70 % национального производства).
В водах Атлантического океана, в заливе Сан-Матиас ежегодно добывается 11 000 т рыбы и 8 000 т морепродуктов. Хек, кальмар и моллюски замораживаются и поставляются на экспорт.
Компания по производству космических спутников INVAP расположена в городе Барилоче.

## Туризм
В провинции существуют две основные туристические зоны: Анды и побережье Атлантического океана.
Город Сан-Карлос-де-Барилоче у озера Науэль-Уапи на территории национального парка Науэль-Уапи относится к наиболее посещаемым туристическим центрам страны в любое время года. Сюда же относятся Исла-Виктория, Камино-де-лос-Сьете-Лагос, национальный парк Лос-Арраянес и множество туристических троп вокруг озёр. Здесь же множество гостиниц, самая известная из которых отель «Льяо-Льяо». Горную, покрытую зеленью местность вокруг города и озера называют «аргентинской Швейцарией». К югу от Барилоче расположена знаменитая колония хиппи, ныне город Эль-Больсон.
[[Горнолыжный курорт]] Серро-Катедраль является самым крупным в Южной Америке и ежегодно посещается туристами с конца июня до середины августа. Курорт популярен и летом. Можно посетить Refugio Lynch или лагерь у озера Tonček на южном склоне горы, или отправиться на гору Тронадор с его «грохочущим» ледником.
Вторым по величине туристическим центром провинции является побережье Атлантического океана с курортами Лас-Грутас, Эль-Кондор и Плайас-Дорадас. Скалы пляжей Лас-Грутас испещрены пещерами, возникшими из-за непрекращающихся приливов и отливов. Пляжи с зелёной водой посещают преимущественно туристы близлежащих регионов, за исключением времени проведения национального праздника залива Асул с участием артистов Южной Америки. Лас-Грутас — небольшой городок с казино на пляже и с большим количеством двухзвёздочных гостиниц. Эль-Кондор посещают жители близлежащей Вьедмы, а океан окрашен водами Рио-Негро, устье которой расположено в нескольких километрах отсюда.
Недалеко от Сьерра-Гранде находится Плайяс-Дорадас (Золотые пляжи) — небольшой, но быстроразвивающийся пляжный городок с большим количеством двухзвёздочных гостиниц. Близлежащие рудники закрылись несколько лет назад, но их можно посетить во время экскурсии.